# Poplar Island, Prince Edward Island
Poplar Island är en ö i Kanada.   Den ligger i provinsen Prince Edward Island, i den östra delen av landet, 1 000 km öster om huvudstaden Ottawa.
Omgivningarna runt Poplar Island är en mosaik av jordbruksmark och naturlig växtlighet.